# Gisela von Österreich

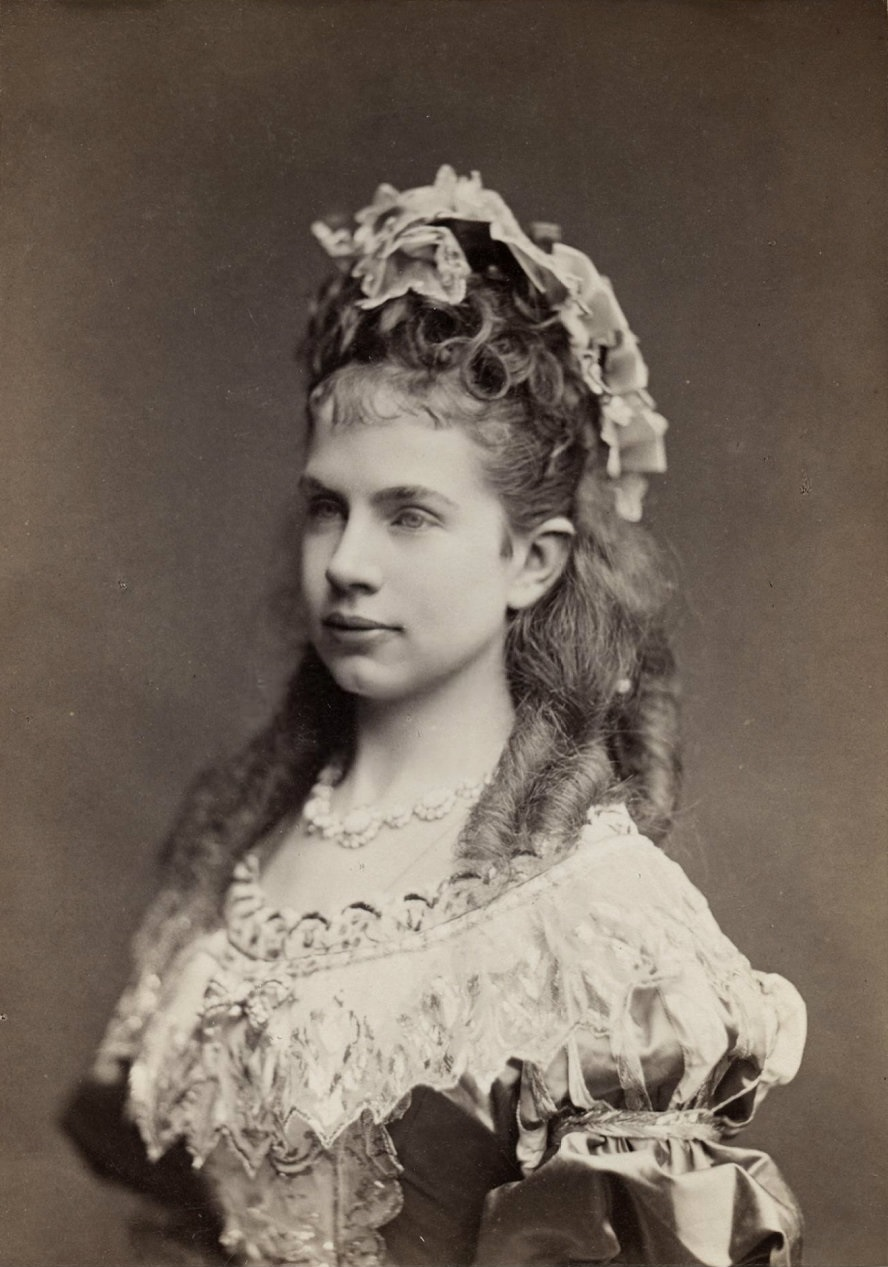
Gisela in historischem Festkleid

Gisel(l)a Louise Marie Erzherzogin von Österreich, Prinzessin von Bayern (* 12. Juli 1856 in Laxenburg, Österreich; † 27. Juli 1932 in München), war eine Tochter von Kaiser Franz Joseph I. und Kaiserin Elisabeth.

## Leben

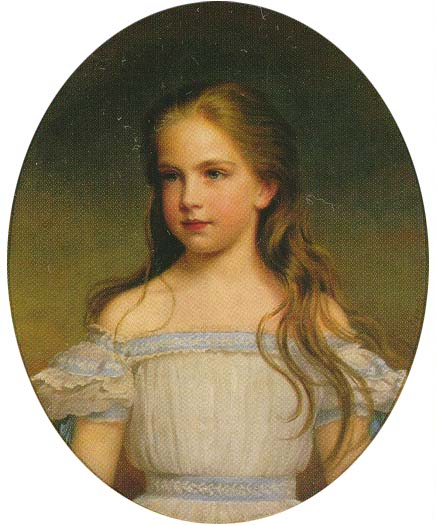
Gisela als Kind, Gemälde von Franz Xaver Winterhalter, 1864

Gisela war die zweite Tochter von Kaiser Franz Joseph I. und Kaiserin Elisabeth. Sie wurde eigentlich Gisella getauft, schrieb ihren Namen selbst aber immer nur mit einem „l“.

Zu ihrer Mutter hatte Gisela nie ein inniges Verhältnis; Kaiserin Elisabeth war bereits mit 17 Jahren Mutter der ersten, früh verstorbenen Tochter Sophie geworden, hatte schon im darauffolgenden Jahr Gisela geboren und kümmerte sich wenig um die Erziehung. Eine sehr enge Beziehung hatte Gisela zu ihrem jüngeren Bruder Kronprinz Rudolf. Selbst nach Giselas Heirat und der Umsiedelung nach Bayern blieben die Geschwister in Kontakt. Rudolfs Selbstmord hat sie zeitlebens nie verwinden können.

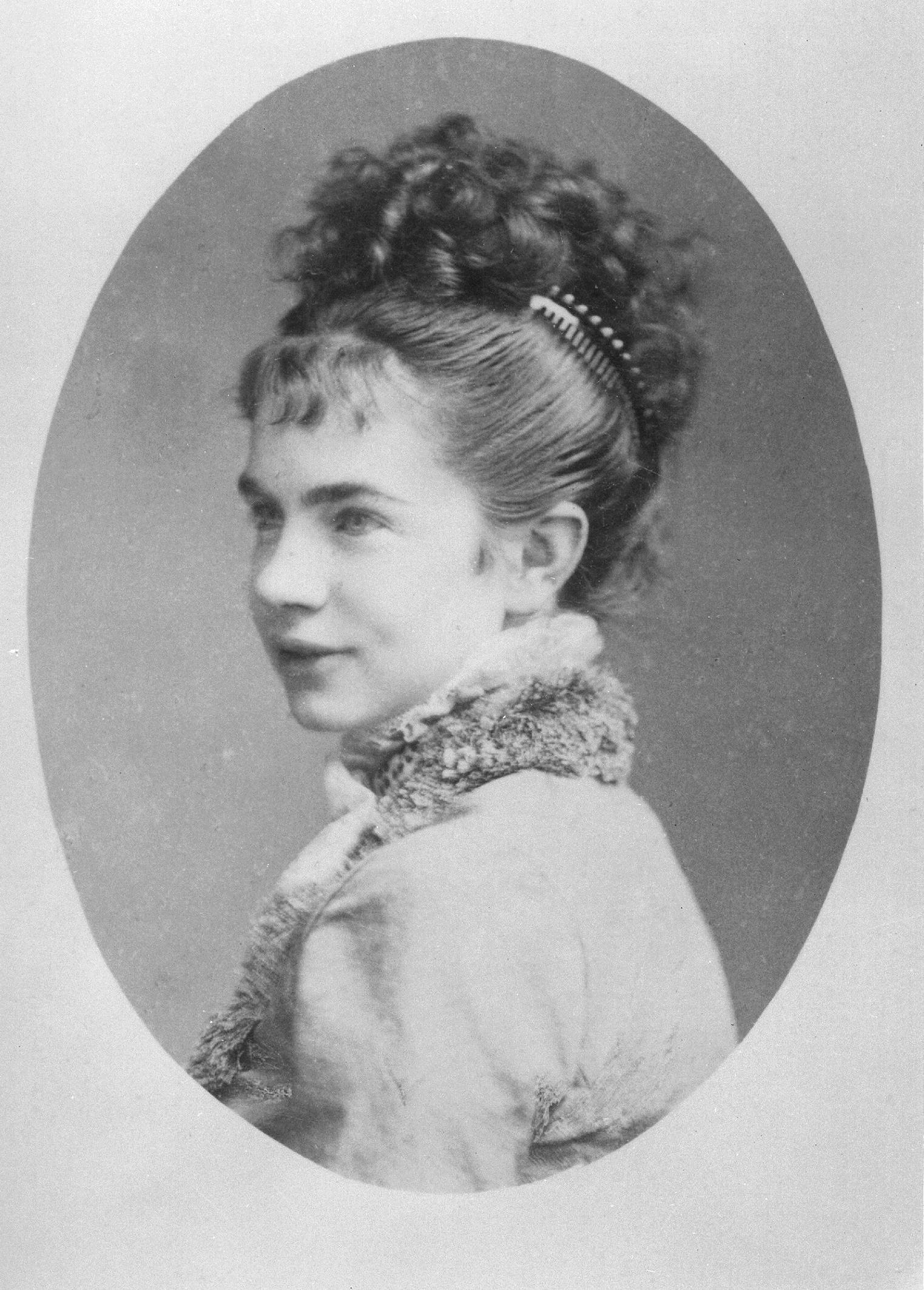
Gisela von Österreich als junges Mädchen

Ihre Mutter, die es selber bedauerte, zu früh – nämlich mit 16 Jahren – geheiratet zu haben, fasste gleichwohl einen Ehemann für die erst 16-jährige Gisela ins Auge. Diese heiratete am 20. April 1873 in Wien Leopold Prinz von Bayern, Sohn von Prinzregent Luitpold von Bayern und Auguste Ferdinande von Österreich, ihren Cousin 2. Grades, und bekam mit ihm vier Kinder. Anlässlich der Vermählung wurde in Schwabing im Jahr 1873 die Giselastraße nach ihr benannt, die direkt gegenüber dem ehemaligen Standort des (1935/36 abgerissenen) Prinz-Leopold-Palais, dem Wohnsitz des Ehepaars, in die (ab 1890 so benannte) Leopoldstraße einmündet.
In Bayern wurde Gisela von Leopolds Familie herzlich aufgenommen. Ihr Vater Franz Joseph war gern gesehener Gast im Leopoldinischen Palais. Auch ihre jüngere Schwester Marie Valerie war oft zu Besuch. Kaiserin Elisabeth war bei der Taufe der ersten Tochter Giselas Patin und Namensgeberin; die Mutter wohnte aber lieber in einem Hotel als bei ihrer Tochter. In einem spöttischen Tagebuch-Gedicht verglich Elisabeth ihre Tochter, was Gisela nicht wissen konnte, mit einer „rackerdürren Sau“, deren herzig kleine „Ferklein“ (also Elisabeths Enkelkinder) dem „Vaterschweine“ (also Prinz Leopold) „bis aufs letzte Härchen“ geglichen hätten. Nach dem Tod der Mutter erbte Gisela zwei Fünftel des Gesamtvermögens von 10 Mil. Gulden und das Achilleion.
Ihr Leben war von sozialem und kirchlichem Engagement bestimmt. So richtete sie zum Beispiel während des Ersten Weltkriegs ein Lazarett in ihrem Münchner Palais ein. Nach dem Zusammenbruch musste sie mit ihrem Mann aus München fliehen. Auch in Bad Ischl, wo sie mit gefälschten Pässen eintrafen, wurden sie vom Arbeiter- und Soldatenrat angefeindet und ihnen als adeligen Schmarotzern die nötigen Nahrungsmittel verweigert.

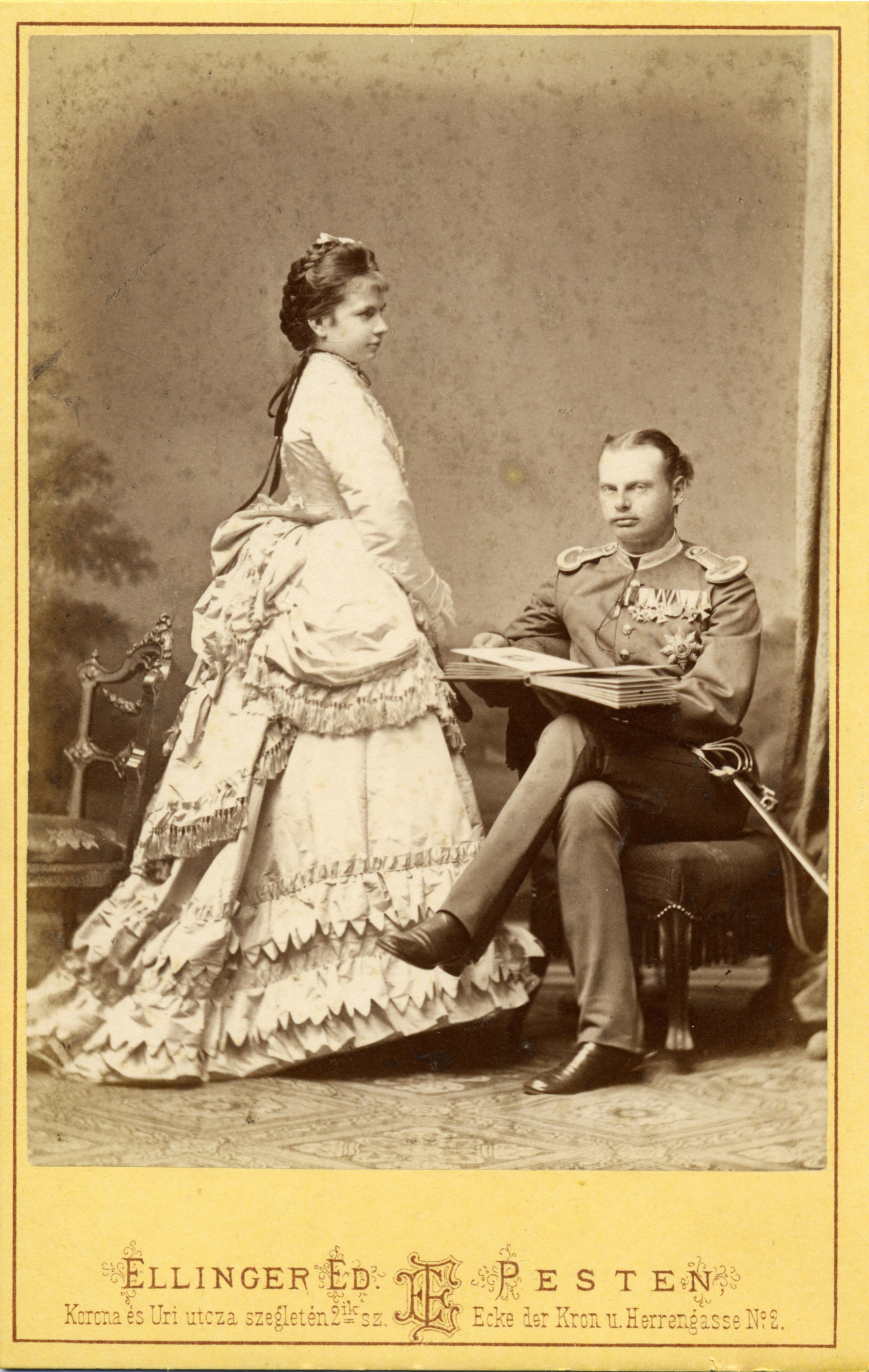
Gisela und Leopold, 1872

Am 20. April 1923 feierten Gisela und Leopold ihre Goldene Hochzeit. Nach 57 Jahren Ehe starb Leopold am 28. September 1930. Am 27. Juli 1932 starb Gisela als letzte der kaiserlichen Geschwister mit 76 Jahren im Kreise ihrer Familie in München. Sie wurde in der Kirche St. Michael in München neben ihrem Gatten beigesetzt.
Nach ihr wurde eine österreichische Eisenbahnstrecke benannt: die Giselabahn von Salzburg Hauptbahnhof einerseits und Selzthal andererseits nach Wörgl Hauptbahnhof über Bischofshofen, Zell am See und Kitzbühel. Die Giselabahn (auch Salzburg-Tiroler-Bahn genannt) bildet ein Teilstück der Kaiserin-Elisabeth-Bahn (benannt nach Giselas Mutter) von Wien über Linz und Wels nach Passau und auch über Wels, Salzburg und Zell am See nach Wörgl, die ihrerseits wieder ein Teilstück der österreichischen Westbahn (Wien – Lindau) bildet. In der Stadt Wörgl – dem Endpunkt der Giselabahn – gibt es folgerichtig eine Giselastraße.
Ebenfalls nach ihr wurde die Giselawarte auf dem Lichtenberg bei Linz benannt, deren Bau in ihrem Geburtsjahr 1856 begonnen wurde; 1857 wurde die Aussichtswarte eröffnet. Außerdem leitet sich der umgangssprachliche Name „Gis“ für den Lichtenberg davon ab. 1869, im Alter von 13 Jahren, wurde Gisela durch kaiserliche Genehmigung Protektorin des nach ihr benannten Gisela-Vereins, der in Deutschland bis 1981 unter dem Namen „Gisela Allgemeine Lebens- und Aussteuer-Versicherungs-AG“ Bestand hatte (heute ARAG Lebensversicherungs-AG). Der Raddampfer Gisela aus dem Jahr 1871, der auch heute noch auf dem Traunsee fährt, ist ebenfalls nach der Kaisertochter benannt. Des Weiteren trug der heutige Vörösmarty tér in Budapest von 1874 bis 1926, mit Unterbrechung nach dem Ersten Weltkrieg, als Giselaplatz (ungarisch Gizella tér) ihren Namen.
Schließlich ist die Prinzessin die Namenspatronin des 1904 als Kreisrealschule gegründeten Gisela-Gymnasium München, in direkter Nachbarschaft zum Elisabethmarkt auf dem Elisabethplatz, der wiederum nach Giselas Mutter benannt ist.

## Persönlichkeit

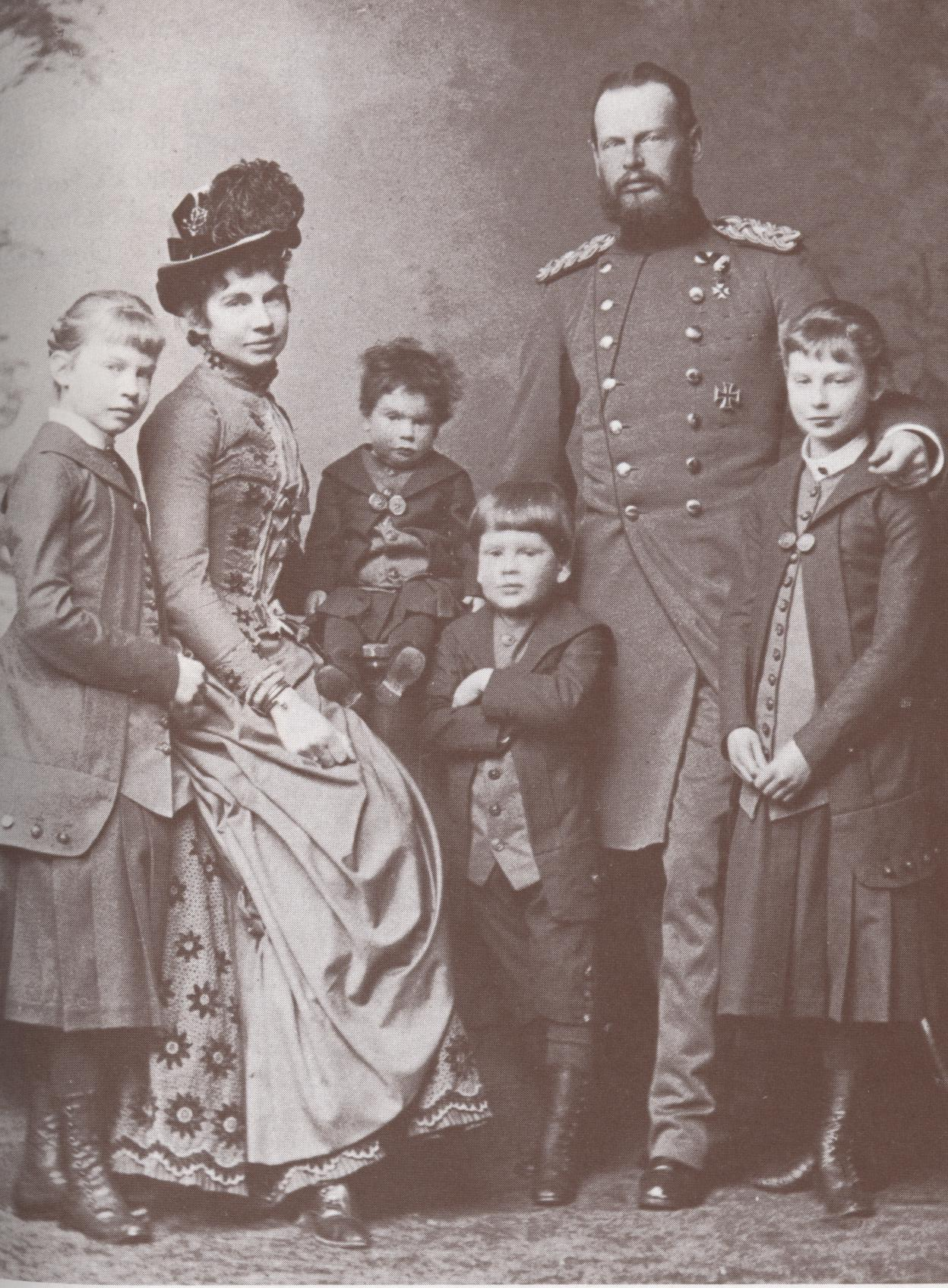
Gisela und Leopold mit ihren Kindern, 1885

Gisela war schüchtern und hatte von ihrem Wesen her sehr viel Ähnlichkeit mit ihrem Vater. Nach der frühen Trennung von ihrem Bruder, der schon früh auf die Rolle des Thronfolgers vorbereitet worden war, wurde sie immer stiller und widmete sich mit Elan den ihr gestellten Aufgaben, weil es ihrer Großmutter väterlicherseits sehr wichtig erschien, dass sie hinsichtlich häuslicher Tugenden Unterricht erhielt. Daneben sollte sie auch eine gute Reiterin und Jägerin werden, denn darauf wurde innerhalb der Familie großer Wert gelegt. Das gehorsame Kind fügte sich allen Anordnungen der Großmutter. Dieser Familiensinn zeigte sich auch später, als sie sich um ihre andere Großmutter Ludovika kümmerte und diese oft und gerne besuchte.

## Nachkommen
- Elisabeth Marie von Bayern (1874–1957) ⚭ 1893 Otto Ludwig Philipp von Seefried auf Buttenheim[12][13]
- Auguste Maria Luise von Bayern (1875–1964) ⚭ 1893 Joseph August von Österreich
- Georg Franz Josef von Bayern (1880–1943) ⚭ 1912 Isabella von Österreich-Teschen
- Konrad Luitpold Franz von Bayern (1883–1969) ⚭ 1921 Bona Margherita von Savoyen-Genua

## Vorfahren
| Ahnentafel Gisela von Österreich  | Ahnentafel Gisela von Österreich                                                                | Ahnentafel Gisela von Österreich                                                                | Ahnentafel Gisela von Österreich                                                                                            | Ahnentafel Gisela von Österreich                                                                                            | Ahnentafel Gisela von Österreich                                                                            | Ahnentafel Gisela von Österreich                                                                            | Ahnentafel Gisela von Österreich                                                              | Ahnentafel Gisela von Österreich                                                          |
| --------------------------------- | ----------------------------------------------------------------------------------------------- | ----------------------------------------------------------------------------------------------- | --- | --- | --- | --- | --------------------------------------------------------------------------------------------- | ----------------------------------------------------------------------------------------- |
| Ururgroßeltern                    | Kaiser Leopold II. (HRR) (1747–1792) ⚭ 1765 Maria Ludovica von Spanien (1745–1792)              | König Ferdinand IV. (Neapel) (1751–1825) ⚭ 1768 Maria Karolina von Österreich (1752–1814)       | Pfalzgraf Friedrich Michael von Pfalz-Birkenfeld (1724–1767) ⚭ 1746 Maria Franziska Dorothea von Pfalz-Sulzbach (1724–1794) | Pfalzgraf Friedrich Michael von Pfalz-Birkenfeld (1724–1767) ⚭ 1746 Maria Franziska Dorothea von Pfalz-Sulzbach (1724–1794) | Erbprinz Karl Ludwig von Baden (1755–1801) ⚭ 1774 Amalie von Hessen-Darmstadt (1754–1832)                   | Erbprinz Karl Ludwig von Baden (1755–1801) ⚭ 1774 Amalie von Hessen-Darmstadt (1754–1832)                   | Herzog Wilhelm in Bayern (1752–1837) ⚭ 1780 Maria Anna von Zweibrücken-Birkenfeld (1753–1824) | Herzog Ludwig Maria von Arenberg (1757–1795) ⚭ 1788 Anne de Mailly-Nesle (1766–1789)      |
| Urgroßeltern                      | Kaiser Franz II. (HRR) (1768–1835) ⚭ 1790 Maria Theresa von Neapel-Sizilien (1772–1807)         | Kaiser Franz II. (HRR) (1768–1835) ⚭ 1790 Maria Theresa von Neapel-Sizilien (1772–1807)         | König Maximilian I. Joseph (Bayern) (1756–1825) ⚭ 1797 Karoline Friederike Wilhelmine von Baden (1776–1841)                 | König Maximilian I. Joseph (Bayern) (1756–1825) ⚭ 1797 Karoline Friederike Wilhelmine von Baden (1776–1841)                 | König Maximilian I. Joseph (Bayern) (1756–1825) ⚭ 1797 Karoline Friederike Wilhelmine von Baden (1776–1841) | König Maximilian I. Joseph (Bayern) (1756–1825) ⚭ 1797 Karoline Friederike Wilhelmine von Baden (1776–1841) | Herzog Pius August in Bayern (1786–1837) ⚭ 1807 Amalie Luise von Arenberg (1789–1823)         | Herzog Pius August in Bayern (1786–1837) ⚭ 1807 Amalie Luise von Arenberg (1789–1823)     |
| Großeltern                        | Erzherzog Franz Karl von Österreich (1802–1878) ⚭ 1824 Sophie Friederike von Bayern (1805–1872) | Erzherzog Franz Karl von Österreich (1802–1878) ⚭ 1824 Sophie Friederike von Bayern (1805–1872) | Erzherzog Franz Karl von Österreich (1802–1878) ⚭ 1824 Sophie Friederike von Bayern (1805–1872)                             | Erzherzog Franz Karl von Österreich (1802–1878) ⚭ 1824 Sophie Friederike von Bayern (1805–1872)                             | Herzog Max Joseph in Bayern (1808–1888) ⚭ 1828 Ludovika Wilhelmine von Bayern (1808–1892)                   | Herzog Max Joseph in Bayern (1808–1888) ⚭ 1828 Ludovika Wilhelmine von Bayern (1808–1892)                   | Herzog Max Joseph in Bayern (1808–1888) ⚭ 1828 Ludovika Wilhelmine von Bayern (1808–1892)     | Herzog Max Joseph in Bayern (1808–1888) ⚭ 1828 Ludovika Wilhelmine von Bayern (1808–1892) |
| Eltern                            | Kaiser Franz Joseph I. (1830–1916) ⚭ 1854 Elisabeth in Bayern (1837–1898)                       | Kaiser Franz Joseph I. (1830–1916) ⚭ 1854 Elisabeth in Bayern (1837–1898)                       | Kaiser Franz Joseph I. (1830–1916) ⚭ 1854 Elisabeth in Bayern (1837–1898)                                                   | Kaiser Franz Joseph I. (1830–1916) ⚭ 1854 Elisabeth in Bayern (1837–1898)                                                   | Kaiser Franz Joseph I. (1830–1916) ⚭ 1854 Elisabeth in Bayern (1837–1898)                                   | Kaiser Franz Joseph I. (1830–1916) ⚭ 1854 Elisabeth in Bayern (1837–1898)                                   | Kaiser Franz Joseph I. (1830–1916) ⚭ 1854 Elisabeth in Bayern (1837–1898)                     | Kaiser Franz Joseph I. (1830–1916) ⚭ 1854 Elisabeth in Bayern (1837–1898)                 |
| Gisela von Österreich (1856–1932) |                                                                                                 |                                                                                                 | | | | |                                                                                               |                                                                                           |